# Paretroplus menarambo
Paretroplus menarambo är en fiskart som beskrevs av Allgayer, 1996. Paretroplus menarambo ingår i släktet Paretroplus och familjen Cichlidae. IUCN kategoriserar arten globalt som akut hotad. Inga underarter finns listade i Catalogue of Life.